# رينالدو رويدا
رينالدو رويدا ريفيرا (بالإسبانية: Reinaldo Rueda Rivera) (مواليد 3 فبراير 1957 في كالي) مدرب كرة قدم كولومبي هو المدرب الحالي للمنتخب التشيلي.

## انتقادات
في يوليو 2013، وجه المدرب رويدا انتقاداته إلى عدد من نجوم منتخب الإكوادور (أمثال لاعب الوسط سيغوندو كاستيو في نادي الهلال السعودي والمهاجم كريستيان بينيتيز في نادي الجيش القطري)وذلك بسبب قرارهم السفر واللعب في منطقة الخليج العربي بعد تلقيهم عروضا مغرية من أنديتها مؤكدا أنهم بحثوا عن المال فقط ولم ينظروا لأهمية تطوير مستواهم الفني داخل الملعب.

## روابط خارجية
- رينالدو رويدا على موقع قاعدة بيانات كرة القدم.إي يو (الإنجليزية)
- رينالدو رويدا على موقع ناشيونال فوتبول تيمز (الإنجليزية)
- رينالدو رويدا على موقع Soccerway.com (الإنجليزية)
- رينالدو رويدا على موقع عالم كرة القدم.نت (الإنجليزية)